# علم السموم الطبية

علم السموم الطبية هو اختصاص فرعي في الطب يركز على علم السموم بما في ذلك التشخيص والعلاج والوقاية من التسمم والتأثيرات الصحية السلبية للأدوية والسموم البيئية والمهنية والعوامل البيولوجية. يشارك اخصائيو علم السموم الطبية في تقييم وعلاج التسمم الحاد أو المزمن والتفاعلات الدوائية الضائرة والجرعات الزائدة والتأثر بزعاف الحشرات وتعاطي المخدرات والتعرض للمواد الكيميائية.
علم السموم الطبية تخصص طبي معتمد من قبل المجلس الأمريكي للتخصصات الطبية. يمارسه الأطباء المختصون بشكل عام في طب الطوارئ والطب المهني وطب الأطفال.
يرتبط علم السموم الطبية ارتباطا وثيقا بعلم السموم السريري إلا أن الأخير يشمل غير الأطباء كالصيادلة.

## التقييم السريري
تقييم حالة المرضى من قبل الأطباء المتخصصين في علم السموم الطبية وتشمل :
- الجرعات الزائدة العرضيّة والمتعمدة للأدوية بوصفة أو بدون وصفة طبية.
- تعاطي المخدرات
- التعرض لمواد كيماوية صناعية والمخاطر البيئية
- التأثر بزعاف الحشرات والسموم الطبيعية الأخرى

## الخدمات الصحية المهنية
أقسام الطوارئ، وحدات العناية المركزة وغيرها من وحدات المرضى التي توفر العلاج المباشر والاستشارات السريرية لحالات التسمم الحاد لدى البالغين والأطفال. العيادات الخارجية، المكاتب ومواقع العمل حيث تقييم الآثار الصحية الناجمة عن التعرض الحاد والمزمن للمواد السامة في مكان العمل، المنزل والبيئة العامة. المراكز الإقليمية لمراقبة السموم وجهات الصحة العامة الأخرى.
كليات الطب، الجامعات وأماكن التدريب السريري حيث يقومون بالتعليم، إجراء البحوث وتقديم الرعاية الأساسية المتقدمة للمرضى.
الصناعة والتجارة والتي تساهم في الأبحاث الصيدلانية والسلامة الدوائية. الوكالات الحكومية بما في ذلك مراكز مكافحة الأمراض واتقائها وادارة الغذاء والدواء. المختبرات الطبية والطب الشرعي حيث يقومون بتحليل وتفسير الاختبارات التشخيصية ودراسات الطب الشرعي.

## معلومة اضافية
- American College of Medical Toxicology
- American Association of Poison Control Centers
- American Academy of Clinical Toxicology
- Journal of Medical Toxicology